# Campeonato Internacional de Marcas
El Campeonato Internacional de Marcas, (International Championship for Manufacturers, en inglés) fue un campeonato de rally que se disputó entre 1970 y 1972. Su creación derivó en 1973 en el Campeonato del Mundo de Rally.
El objetivo del certamen era convocar a los mejores equipos oficiales de Europa a las carreras más prestigiosas. En años anteriores, el Campeonato Europeo de Rally tenía parte del calendario como fechas puntuables al campeonato de pilotos y otra parte al calendario de marcas. Esto dividía los esfuerzos de los participantes, y no dejaba en claro quién era el triunfador. Para remediarlo, se tomaron seis carreras europeas para conformar el calendario 1970 del Campeonato Internacional de Marcas de Rally, con el agregado del Rally Safari para darle un toque internacional. El calendario reducido pretendía asegurar que los equipos participen en todas las pruebas, y el sistema de puntaje tomado de la Fórmula 1 buscaba simplificar el seguimiento por parte del público.
El Campeonato Internacional de Marcas de Rally continuó expandiéndose, y los equipos intentaron lograr el estatus de campeonato mundial, lo que la Federación Internacional del Automóvil implementó en 1973 con la creación del Campeonato Mundial de Rally para Constructores.

## 1970
- Referencias[1]

| Ronda | Rally                                  | Fecha              | Salientes | Finalizados | Ganador          | Vehículo                   |
| ----- | -------------------------------------- | ------------------ | --------- | ----------- | ---------------- | -------------------------- |
| 1     | 39ème Rallye Automobile de Monte-Carlo | 16-24 de enero     | 184       | 44          | Björn Waldegård  | Porsche 911 S              |
| 2     | 21st International Swedish Rally       | 11-15 de febrero   | 120       | 31          | Björn Waldegård  | Porsche 911 S              |
| 3     | 1º Sanremo-Sestriere - Rally d'Italia  | 4-8 de marzo       | 109       | 15          | Jean-Luc Thérier | Alpine-Renault A110 1600   |
| 4     | 18th East African Safari Rally         | 26-28 de marzo     | 91        | 19          | Edgar Herrmann   | Datsun 1600 SSS            |
| 5     | 41. Österreichische Alpenfahrt         | 6-10 de mayo       | 54        | 20          | Björn Waldegård  | Porsche 911 S              |
| 6     | 18th Acropolis Rally                   | 28-31 de mayo      | 80        | 13          | Jean-Luc Thérier | Alpine-Renault A110 1600   |
| 7     | 19th Daily Mirror RAC Rally            | 13-18 de noviembre | 196       | 67          | Harry Källström  | Lancia Fulvia 1.6 Coupé HF |

### Resultados

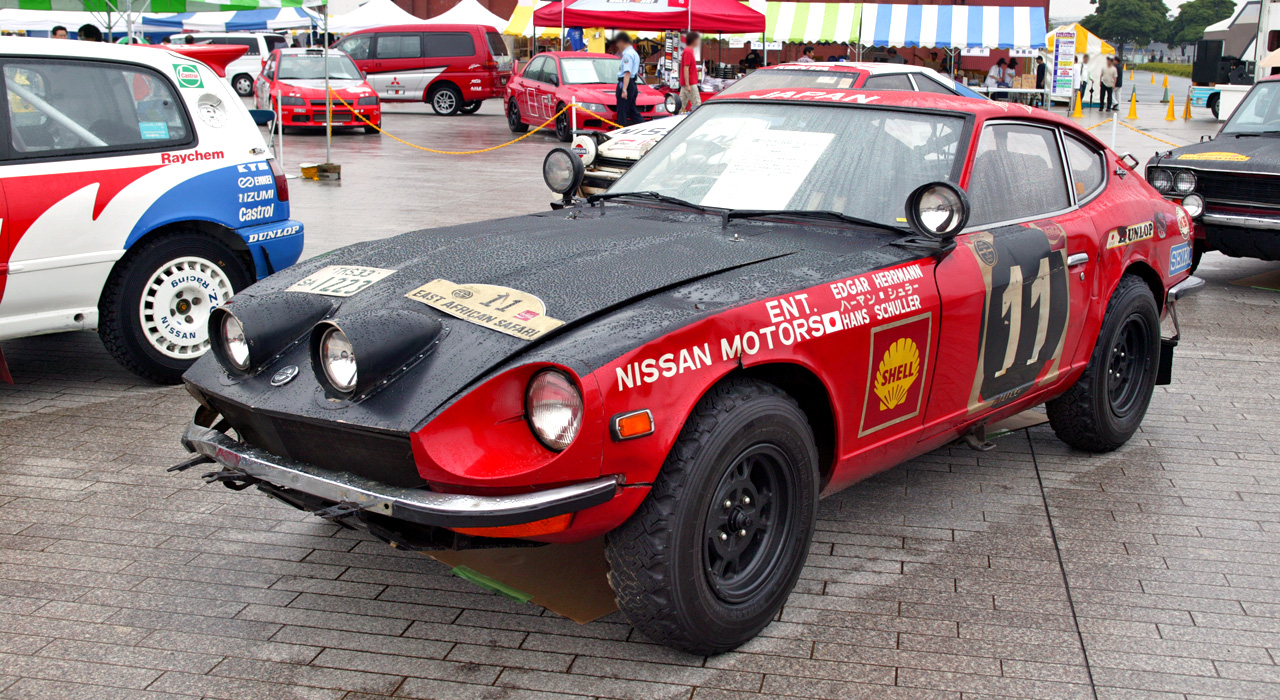
Datsun 240Z de Edgar Herrmann ganador del Rally Safari de 1971.

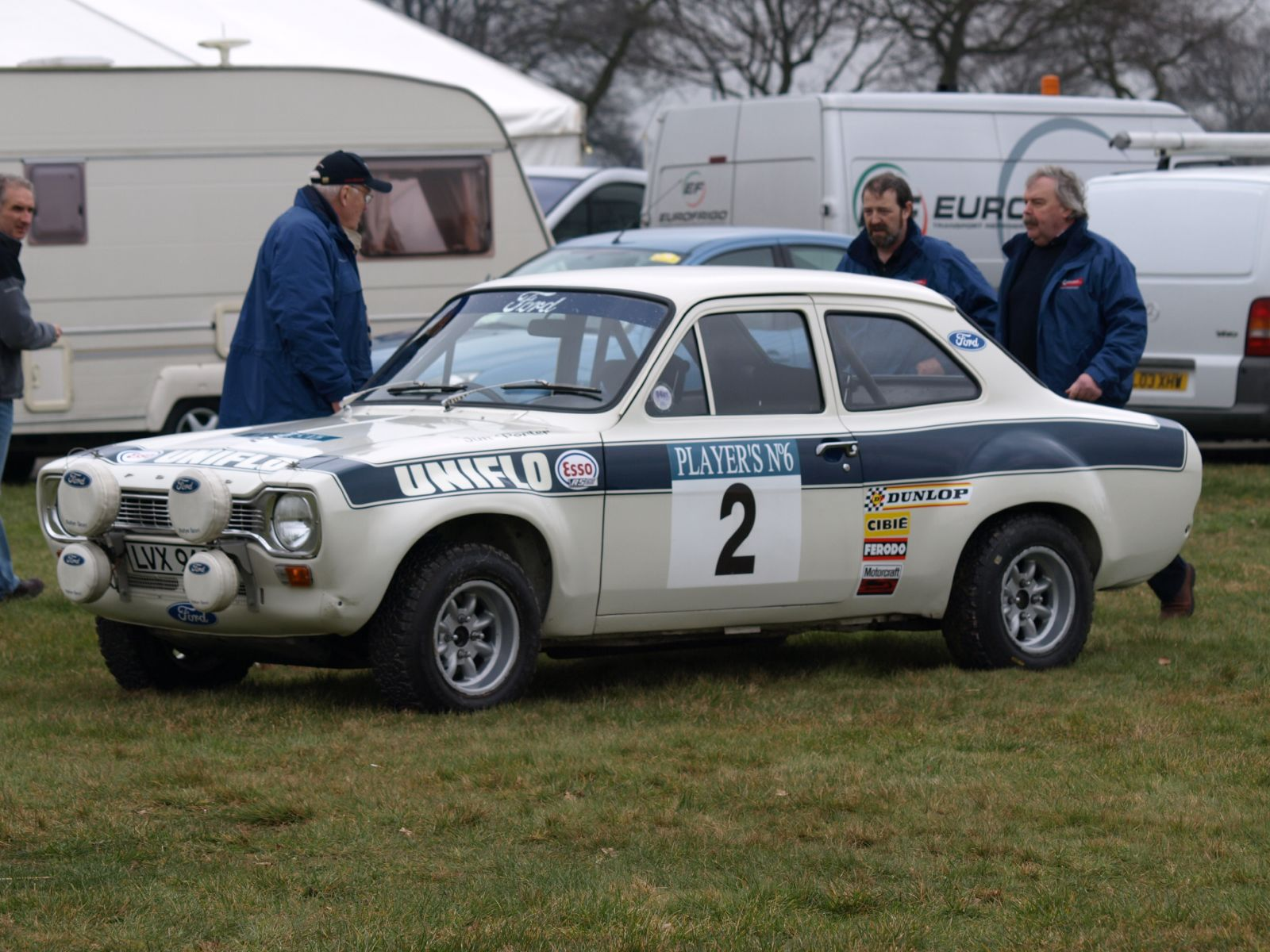
Ford Escort RS1600 de Roger Clark ganador del RAC Rally de 1972.

| Pos | Fabricante     | MON | SWE | ITA | KEN | AUT | GRC | GBR | Pts |
| --- | -------------- | --- | --- | --- | --- | --- | --- | --- | --- |
| 1   | Porsche        | 9   | 9   | -   | -   | 9   | -   | 1   | 28  |
| 2   | Alpine-Renault | 4   | -   | 9   | -   | 2   | 9   | 2   | 26  |
| 3   | Lancia         | 1   | -   | 6   | -   | -   | -   | 9   | 16  |
| 4   | Saab           | -   | 6   | 3   | -   | 6   | -   | -   | 15  |
| 5   | Opel           | -   | 4   | -   | -   | -   | -   | 6   | 10  |
| 5   | Ford           | 2   | -   | -   | -   | 4   | 4   | -   | 10  |
| 7   | Datsun         | -   | -   | -   | 9   | -   | -   | -   | 9   |
| 8   | Peugeot        | -   | -   | -   | 4   | -   | -   | -   | 4   |
| 9   | Fiat           | -   | -   | 1   | -   | -   | 2   | -   | 3   |
| 10  | Volvo          | -   | -   | -   | 2   | -   | -   | -   | 3   |
| 11  | BMW            | -   | 1   | -   | -   | -   | -   | -   | 1   |
| 11  | Triumph        | -   | -   | -   | 1   | -   | -   | -   | 1   |
| 11  | Volkswagen     | -   | -   | -   | -   | 1   | -   | -   | 1   |

## 1971
- Referencias[2]

| Ronda | Rally                                  | Fecha                 | Salientes | Finalizados | Ganador          | Vehículo                 |
| ----- | -------------------------------------- | --------------------- | --------- | ----------- | ---------------- | ------------------------ |
| 1     | 40ème Rallye Automobile de Monte-Carlo | 22-29 de enero        | 248       | 22          | Ove Andersson    | Alpine-Renault A110 1600 |
| 2     | 22nd International Swedish Rally       | 17-21 de febrero      | 112       | 53          | Stig Blomqvist   | Saab 96 V4               |
| 3     | 2º Sanremo-Sestriere - Rally d'Italia  | 14-17 de marzo        | 86        | 20          | Ove Andersson    | Alpine-Renault A110 1600 |
| 4     | 19th East African Safari Rally         | 8-12 de abril         | 107       | 32          | Edgar Herrmann   | Datsun 240Z              |
| 5     | 14ème Rallye du Maroc                  | 28 de abril-1 de mayo | 60        | 9           | Jean Deschazeaux | Citroën SM               |
| 6     | 42. Österreichische Alpenfahrt         | 13-16 de mayo         | 54        | 15          | Ove Andersson    | Alpine-Renault A110 1600 |
| 7     | 19th Acropolis Rally                   | 27-30 de mayo         | 59        | 9           | Ove Andersson    | Alpine-Renault A110 1600 |
| 8     | 32nd Coupe des Alpes                   | 21-26 de junio        | 36        | 11          | Bernard Darniche | Alpine-Renault A110 1600 |
| 9     | 20th Daily Mirror RAC Rally            | 20-25 de noviembre    | 231       | 104         | Stig Blomqvist   | Saab 96 V4               |

### Resultados
| Pos | Fabricante     | MON | SWE | ITA | KEN | MAR | AUT | GRC | GBR | Pts  |
| --- | -------------- | --- | --- | --- | --- | --- | --- | --- | --- | ---- |
| 1   | Alpine-Renault | 9   | -   | 9   | -   | -   | 9   | 9   | -   | 36   |
| 2   | Saab           | -   | 9   | -   | -   | -   | -   | -   | 9   | 18   |
| 3   | Porsche        | 3.5 | 3   | -   | 2   | 2   | -   | -   | 6   | 16.5 |
| 4   | Lancia         | 1   | 4   | 6   | -   | -   | -   | 4   | 1   | 16   |
| 5   | Datsun         | 2   | -   | -   | 9   | -   | -   | -   | -   | 11   |
| 5   | Fiat           | -   | -   | 2   | -   | -   | 6   | 3   | -   | 11   |
| 7   | Peugeot        | -   | -   | -   | 4   | 6   | -   | -   | -   | 10   |
| 8   | Citroën        | -   | -   | -   | -   | 9   | -   | -   | -   | 9    |
| 8   | BMW            | -   | 6   | -   | -   | -   | 2   | 1   | -   | 9    |
| 10  | Ford           | -   | -   | -   | 3   | -   | -   | -   | 3   | 6    |
| 11  | Volkswagen     | -   | -   | -   | -   | -   | 4   | -   | -   | 4    |
| 11  | Opel           | -   | 2   | -   | -   | -   | -   | 2   | -   | 4    |

## 1972
- Referencias[3]

| Ronda | Rally                                  | Fecha                  | Salientes | Finalizados | Ganador               | Vehículo                   |
| ----- | -------------------------------------- | ---------------------- | --------- | ----------- | --------------------- | -------------------------- |
| 1     | 41ème Rallye Automobile de Monte-Carlo | 21-28 de enero         | 264       | 24          | Sandro Munari         | Lancia Fulvia 1.6 Coupé HF |
| 2     | 23rd International Swedish Rally       | 17-20 de febrero       | 91        | 56          | Stig Blomqvist        | Saab 96 V4                 |
| 3     | 20th East African Safari Rally         | 30 de marzo-3 de abril | 85        | 18          | Hannu Mikkola         | Ford Escort RS1600         |
| 4     | 15ème Rallye du Maroc                  | 27-30 de abril         | 52        | 6           | Simo Lampinen         | Lancia Fulvia 1.6 Coupé HF |
| 5     | 20th Acropolis Rally                   | 25-28 de mayo          | 98        | 14          | Håkan Lindberg        | Fiat 124 Sport Spider      |
| 6     | 43. Österreichische Alpenfahrt         | 6-8 de septiembre      | 58        | 8           | Håkan Lindberg        | Fiat 124 Sport Spider      |
| 7     | 14º Rallye Sanremo                     | 22-25 de octubre       | 69        | 13          | Amilcare Ballestrieri | Lancia Fulvia 1.6 Coupé HF |
| 8     | 24th Press-on-Regardless Rally         | 2-4 de noviembre       | 77        | 21          | Gene Henderson        | Jeep Wagoneer              |
| 9     | 21st Daily Mirror RAC Rally            | 2-5 de diciembre       | 192       | 80          | Roger Clark           | Ford Escort RS1600         |

### Resultados
| Pos | Fabricante     | MON | SWE | KEN | MAR | GRC | AUT | ITA | USA | GBR | Pts |
| --- | -------------- | --- | --- | --- | --- | --- | --- | --- | --- | --- | --- |
| 1   | Lancia         | 20  | 12  | -   | 20  | 15  | -   | 20  | -   | 10  | 97  |
| 2   | Fiat           | 3   | -   | -   | -   | 20  | 20  | 12  | -   | -   | 55  |
| 3   | Porsche        | 15  | 15  | 15  | -   | -   | 8   | -   | -   | -   | 53  |
| 4   | Ford           | 8   | -   | 20  | -   | -   | -   | -   | -   | 20  | 48  |
| 5   | Saab           | -   | 20  | -   | -   | -   | 12  | -   | -   | 15  | 47  |
| 6   | Datsun         | 12  | -   | 8   | -   | 6   | -   | -   | 15  | -   | 41  |
| 7   | Opel           | 2   | 10  | -   | -   | 2   | 6   | 1   | -   | 12  | 33  |
| 8   | BMW            | -   | 6   | -   | -   | 12  | 4   | -   | -   | -   | 22  |
| 9   | Jeep           | -   | -   | -   | -   | -   | -   | -   | 20  | -   | 20  |
| 10  | Citroën        | -   | -   | -   | 15  | -   | -   | -   | -   | -   | 15  |
| 10  | Volkswagen     | -   | -   | -   | -   | -   | 15  | -   | -   | -   | 15  |
| 12  | Peugeot        | -   | -   | 4   | 8   | -   | -   | -   | -   | -   | 12  |
| 13  | Volvo          | -   | -   | -   | -   | -   | -   | -   | 10  | 1   | 11  |
| 14  | Renault        | -   | -   | -   | 10  | -   | -   | -   | -   | -   | 10  |
| 15  | Dodge          | -   | -   | -   | -   | -   | -   | -   | 8   | -   | 8   |
| 16  | Toyota         | -   | -   | -   | -   | -   | -   | -   | 6   | 2   | 8   |
| 17  | Alpine-Renault | 4   | -   | -   | -   | 3   | -   | -   | -   | -   | 7   |
| 18  | Alfa Romeo     | -   | -   | -   | -   | -   | 3   | -   | -   | -   | 3   |